# Тікай
Тікай (англ. Beat It) — американська короткометражна кінокомедія режисера Гілберта Претта 1918 року.

## У ролях
- Гарольд Ллойд
- Снуб Поллард
- Бібі Данієлс
- Вільям Блейсделл
- Семмі Брукс
- Біллі Еванс